# Muchfig Mammedli
Muchfig Mammedli est un homme politique azerbaïdjanais, membre de VIe législature de l'Assemblée nationale d'Azerbaïdjan.

## Biographie
Muchfig Mammedli est né le 1er août 1972 à Sumqayıt. En 1990-1996, il a étudié à la faculté de pédiatrie de l'Université de médecine d'Azerbaïdjan.
Il parle russe.

## Carrière
Depuis 2016, Muchfig Mammedli est médecin-chef de l'hôpital des enfants de la ville de Sumqayıt. Il est membre du parti du nouvel Azerbaïdjan.
Il est membre de la Commission de la santé, de la Commission des sciences et de l'éducation de l'Assemblée nationale. Il est le chef du groupe de travail sur les relations interparlementaires Azerbaïdjan-Brésil, membre des groupes de travail sur les relations avec les parlements de Chine, de Finlande, d'Irak, du Kazakhstan, du Monténégro, d'Ouzbékistan, de Turquie et d'Ukraine.

## Famille
Il est marié et a trois enfants.